# معضل مفت‌سواری
در علم اقتصاد معضل مفت سواری وقتی رخ می‌دهد که کسانی که از منابع، کالاها یا خدمات سود می‌برند بهای آنها را پرداخت نکنند، که منجر به کمبود تأمین آن کالاها یا خدمات می‌شود. معضل مفت سواری پرسش چگونگی محدودسازی مفت سواری و اثرات منفی آن در چنین وضعیت‌هایی ست. معضل مفت سواری ممکن است وقتی رخ دهد که حقوق مالکیت به وضوح تعریف نشده باشند و اعمال نشوند.
معضل مفت سواری در خصوص کالای عمومی معمول است. اینها کالاهایی هستند که دو مشخصه دارند: مجزا ناشدنی- مصرف‌کنندگانی که پول بابت آنها نمی‌دهند را نمی‌توان از استفاده از آنها بازداشت-و عدم رقابت، وقتی شما از کالا استفاده می‌کنید، میزان موجود در دسترس دیگران کم نمی‌شود. وقتی که از مردم درخواست می‌شود به‌طور داوطلبانه پول کالاهای اساسی را بدهند مفت سواری محتمل است.

## بررسی اجمالی
مفت‌سواری یعنی کسانی که برای داده هیچ زحمتی نکشیده‌اند و هزینه ای برای تولید آن نداده‌اند، به رایگان صاحب و مالک داده‌های عمومی می‌شوند. این مسئله به خودی خود مشکلی ندارد؛ اما ممکن است همه به فکر مفت‌سواری بیفتند و در نتیجه هیچ داده عمومی تولید نشود؛ یعنی این معضل روی هزینه گذاشته شده روی داده‌های عمومی، تأثیر منفی می‌گذارد و داده‌های کمتر و بی‌کیفیت‌تری تولید خواهد شد. این هزینه می‌تواند هزینه فرصت نیز باشد مثلاً وقتی شما مجبور به شستن ظرف‌ها هستید در آن زمان نمی‌توانید به انجام تکالیف دانشگاهی خود بپردازید و این همان هزینه فرصتی است که شما برای شستن ظرف‌ها می‌پردازید.
مفت‌سواری اصطلاحی در علم اقتصاد و نظریه بازی‌هاست که در تولید کالای عمومی مطرح می‌شود؛ مثلاً یک فیلم سینمایی را در نظر بگیرید که قرار است داده عمومی باشد و هزینه ساخت آن از روش تأمین مالی جمعی به دست بیاید. فرض کنید هزینه ساخت این فیلم ۲۰۰۰ تومان است و ۱۰۰۰ نفر به این فیلم علاقه دارند؛ به طوری که اگر این فیلم یک فیلم انحصاری بود، حاضر بودند ۱۰ تومان برای خرید سی دی آن هزینه کنند. سازنده کارزار تأمین مالی جمعی را ایجاد می‌کند. اگر ۲۰۰ نفر هر کدام ۱۰ تومانی که حاضر بودند برای داده‌های انحصاری هزینه کنند را در این کارزار خرج کنند، کارزار موفق می‌شد. اما تصمیم یک نفر، تأثیر چشم‌گیری در موفقیت یا شکست کارزار، نخواهد داشت؛ بنابراین یک مفت‌سوار ممکن است فکر کند که اگر کمک نکند، می‌تواند هم ۱۰ تومانش را در جیبش بگذارد و هم فیلم را دریافت کند. اگر همه مانند مفت‌سوار فکر و عمل کنند، کارزار شکست خواهد خورد در صورتی که پیروزی‌اش به نفع همه بود؛ الان به یک شکست برای همه تبدیل شده‌است.